# Ново-Меловатская волость
Ново-Меловатская волость — историческая административно-территориальная единица Богучарского уезда Воронежской губернии с центром в слободе Ново-Меловатка.
По состоянию на 1880 год состояла 15 поселений, 5 сельских общин. Население — 12 591 лицо (6320 мужского пола и 6271 — женской), 1959 дворовых хозяйств.
|                       | Площадь, десятин | В том числе пахотной, дес. |
| --------------------- | ---------------- | -------------------------- |
| Сельских общин        | 29859            | 24088                      |
| Частной собственности | 8                | —                          |
| Другой собственности  | 396              | 297                        |
| В общем               | 30263            | 24385                      |

Поселения волости на 1880 год:
- Ново-Меловатка — бывшая государственная слобода при реке Меловатка в 71 верстах от уездного города, 6221 лицо, 907 дворов, 2 православные церкви, школа, 5 лавок, постоялый двор, винокуренный завод, 3 ярмарки в год.
- Лесковый — бывший государственный хутор, 827 человек, 135 дворов, молитвенный дом, 2 кожевенных завода.
- Медвежий — бывшая государственная слобода, 676 человек, 116 дворов, православная церковь.
- Попасный — бывшая государственная слобода, 750 человек, 140 дворов, православная церковь.
- Разсыпной — бывший государственный хутор, 569 человек, 96 дворов.
- Фощеватый (Хвощеватка) — бывшая государственная слобода, 920 человек, 120 дворов, православная церковь, кожевенный завод.
- Хрищатое (Крестообразный) — бывшая государственная слобода, 1202 лица, 260 дворов, православная церковь, кожевенный завод.

По данным 1900 году в волости насчитывалось 15 поселений с преимущественно украинским населением, 8 сельских обществ, 335 зданий и учреждений, 3358 дворовых хозяйств, население составляло 15 631 лицо (7943 мужского пола и 7688 — женского).
В 1915 году волостным урядником был Александр Дмитриевич Лакоценин, старшиной был Иван Петрович Деменьевський, волостным писарем — Михаил Семенович Воловьянов.